# Mats Knutson
Mats Lennart Serny Knutson, född 5 december 1963 i Sölvesborgs församling, är en svensk journalist och TV-programledare. Knutson arbetar som inrikespolitisk kommentator hos Sveriges Television sedan 2002 i Aktuellt respektive sedan 2009 i Rapport.

## Karriär
Knutson började som 14-åring med resultatservice på Sölvesborgs-Tidningen och ringde runt för att hämta in resultat i matcher för att sedan placera ut i tidningens skyltfönster. Därefter följde jobb på Blekinge Läns Tidning innan han 1987 började på Svenska Dagbladet. Knutson var i sin ungdom medlem i det lokala punkbandet De anhöriga i Karlshamn, som bland annat var förband åt Ebba Grön. Knutson anställdes på Sveriges Television 1996 som politisk reporter. Han var 2002–09 politisk kommentator i Sveriges Televisions Aktuellt, 2009 tog han över samma roll i Rapport. Sedan 2021 är han inrikespolitisk kommentator tillsammans med Elisabeth Marmorstein.
Mats Knutson installerades 2017 som hedersledamot vid Blekingska nationen i Lund.

## Familj
Knutson är gift med journalisten Lottie Knutson; tillsammans har de fyra barn.